# Julius Spaur
Julius Spaur, italsky Giulio Spaur (12. března 1829 Trento nebo Vàlor ve Val di Non – 12. nebo 13. prosince 1907 Trento), byl rakouský šlechtic a politik německé národnosti z Tyrolska (respektive z Jižního Tyrolska), v 2. polovině 19. století poslanec Říšské rady.

## Biografie
Uvádí se jako statkář na zámku Valer v Tyrolsku, uváděno též jako panství Valor (Bälor) v regionu Val di Non. Od roku 1860 měl titul komořího. Zasedal jako poslanec Tyrolského zemského sněmu, kde zastupoval kurii venkovských obcí, obvod Cles, Fondo, Mezzolombardo. Byl orientován jako konzervativec. Zemským poslancem byl od roku 1877 do roku 1889.
Působil i jako poslanec Říšské rady (celostátního parlamentu Předlitavska), kam usedl ve volbách roku 1885 za kurii velkostatkářskou v Tyrolsku, II. voličský sbor. Slib složil 4. února 1886. Ve volebním období 1885–1891 se uvádí jako hrabě Julius Spaur, c. k. komoří a statkář, bytem Trento.
Do parlamentu byl zvolen coby kompromisní kandidát poté, co došlo k uzavření dohody mezi konzervativci a Italy. Na Říšské radě se po volbách v roce 1885 uvádí jako člen konzervativního Hohenwartova klubu (tzv. Strana práva).